# U-5 (1935)
U-5 — малая U-boat типа IIA, времён Второй мировой войны. Заказ на постройку был отдан 2 февраля 1935 года. Лодка была заложена на верфи судостроительной компании Deutsche Werke, Киль 11 февраля 1935 года под заводским номером 240. Спущена на воду 14 августа 1935 года. 31 августа 1935 года принята на вооружение и под командованием обер-лейтенанта Рольфа Дау вошла в состав Unterseebootsschulflottille.

## История службы
Совершила два боевых похода, успехов не достигла. Затонула 19 марта 1943 года к западу от Пиллау из-за аварии при погружении.

### Первый поход
24 августа 1939 года U-5 вышла из Нойштадта, имея задачей наблюдение за грузовыми перевозками в Каттегат.
29 августа 1939 года ненадолго заходила в Киль для дозаправки.
8 сентября 1939 года, закончив поход, окончательно вернулась в Киль.

### Второй поход
4 апреля 1940 года U-5 вновь вышла из Вильгельмсхафен в боевой поход для поддержки сил вторжения в операции «Везерюбунг» (вторжение в Норвегию). Совместно с U-2, U-3 и U-6 составила Восьмую Группу.
11 апреля 1940 года лодка обнаружила британскую субмарину и выпустила по ней торпеду, но промахнулась.
19 апреля 1940 года вернулась в Вильгельмсхафен.

### Судьба
Затонула 19 марта 1943 года к западу от Пиллау из-за аварии при погружении, в точке с координатами . 21 человек погиб, 5 человек спасено.

## Командиры
- 31 августа 1935 года — 27 сентября 1936 года — обер-лейтенант цур зее (с 27 сентября 1936 года капитан-лейтенант) Рольф Дау (нем. Oberleutnant zur See Rolf Dau)
- 1 октября 1936 года — 2 февраля 1938 года — капитан-лейтенант Герхард Глаттес (нем. Kapitänleutnant Gerhard Glattes)
- 3 февраля 1938 года — 4 декабря 1939 года — обер-лейтенант цур зее (с 1 июля 1939 года капитан-лейтенант) Гюнтер Кутшманн (нем. Oberleutnant zur See Günter Kutschmann)
- 5 декабря 1939 года — 11 августа 1940 года — капитан-лейтенант Генрих Леманн-Вилленброк (нем. Kapitänleutnant Heinrich Lehmann-Willenbrock) (Кавалер Рыцарского Железного креста)
- 12 августа 1940 года — 27 марта 1941 года — обер-лейтенант цур зее Герберт Опиц (нем. Oberleutnant zur See Herbert Opitz)
- 28 марта 1941 года — 6 января 1942 года — обер-лейтенант цур зее Фридрих Ботхе (нем. Oberleutnant zur See Friedrich Bothe)
- 7 января 1942 года — 23 марта 1942 года — обер-лейтенант цур зее Карл Фридерих (нем. Oberleutnant zur See Karl Friederich)
- 26 марта 1942 года — май 1942 года — лейтенант цур зее (с 1 апреля 1942 года обер-лейтенант цур зее) Ганс-Дитер Мохс (нем. Leutnant zur See Hans-Dieter Mohs)
- май 1942 года — 9 ноября 1942 года — обер-лейтенант цур зее Курт Прессель (нем. Oberleutnant zur See Kurt Pressel)
- 10 ноября 1942 года — 19 марта 1943 года — лейтенант цур зее Германн Ран (нем. Leutnant zur See Hermann Rahn)
- март 1943 года — март 1943 года — лейтенант цур зее Альфред Радермахер (нем. Leutnant zur See Alfred Radermacher) (точные данные неизвестны)

## Флотилии
- 1 сентября 1935 года — 1 февраля 1940 года — Unterseebootsschulflottille (учебная)
- 1 марта 1940 года — 1 апреля 1940 года — Unterseebootsschulflottille (боевая служба)
- 1 мая 1940 года — 30 июня 1940 года — Unterseebootsschulflottille (учебная)
- 1 июля 1940 года — 19 марта 1944 года — 21-й флотилии (учебная)